# امتزاز تأرجح الضغط
امتزاز تأرجح الضغط أو الامتزاز بالضغط المتأرجح تقنية تُستخدم لفصل بعض أنواع الغازات عن خليط مضغوط من الغازات، حسب مميّزات جزيئات النوع المطلوب وألفتها للمادة الماصة. وتعمل التقنية عند درجات حرارة تقارب الطبيعية، فتختلف بذلك عن تقنيات فصل الغازات بالتقطير ذي التبريد العميق.
تُستخدم مواد ذات خصائص ماصّة - مثل أحجار الزيولايت - كمصافي للجزيئات، فتمتصّ تفضيليًّا النوع المستهدف حال توفّر ضغط مرتفع. ثمّ يُأرجح الضغط في الفصل الثاني من العملية إلى ضغط منخفض فتنتزّ المادّة الممتصّة.

رسم بياني لعملية امتزاز بالضغط المتأرجح

## المعلاج
تعتمد معاليج «الامتزاز بالضغط المتأرجح» على ظاهرة اجتذاب جزيئات الغاز إلى الأسطح الصّلبة (امتزازها) إذا كان الضّغط مرتفعًا - فكلّما ارتفع الضّغط، كلّما ازداد امتزاز الغاز، وكلّما انخفض الضّغط، كلّما ازداد انتزاز الغاز - ويختلف معدل الامتزاز عند نفس درجة الضّغط باختلاف نوع الغاز.
وباستخدام حاويتَيْن يُمكن إنتاج الغاز المستهدف باستمرار، ويُمَكّن أيضًا «معادلة الضّغط» حيث يُستخدم «الغاز المغادر للحاوية التي يُخفّض ضغطها» في «زيادة ضغط الحاوية الثانية» جزئيًّا، ويوفّر هذا الإجراء الطّاقة.

## مثال:الهواء
فإذا مُرّر مثلًا الهواء خلال معلاج من هذا النوع يستخدم الـزيولايت كمادّة ماصّة، نجد أنّ النيتروجين يُمتَصّ تفضيليًّا فيُصبح المزيج المنبعث غنيًّا بالأكسجين. وإذا مُلأ السرير المُعبّأ بالزيولايت فيُمكِن إعادة تنشيطه بتخفيض الضغط، ويؤدّي ذلك لانتزاز النيتروجين الذي امتُزّ في المرحلة الأولى، ثُمّ تُعاد دورة المعلاج من جديد.

## المادّة الماصّة
بجانب قدرتها على التّفرقة بين أنواع الغازات، يأتي الاختيار غالبًا على مواد مسامية لكبر مساحة السطح في تلك المواد. ومن المواد الماصّة المنتشر استخدامها: الكربون النشط وهلام السيليكا والألومينا والـزيولايت. ورغم أنّ الغاز المُمتَزّ قد لا يتعدّى سُمكه بضع جزيئات، إلّا أنّ ضخامة مساحة السّطح (عدّة مئات من الأمتار المربّعة لكلّ غرام) تُمكِّن امتزاز جُلّ النّوع المستهدف من خليط الغازات. وبجانب خصائصها التفريقيّة بين أنواع الغازات، تعمل صخور الزيولايت وبعض أنواع الكربون النشط كمصفاة جزيئات لتمنع الجزيئات الكبيرة عن الامتزاز بها.

## تطبيقات
- من أكبر استخدامات هذه التقنية إزالة ثاني أكسيد الكربون في آخر خطوات تصنيع الهيدروجين بكمّيّات تُجارية، ليُستخدم في مصافي النفط وفي تصنيع الأمونياك.
- وتستخدِم الكثير من المصافي هذه التقنية لإزالة كبريتيد الهيدروجين من تيّارات «المُدخلات» و«إعادة التدوير» في وحدات نزع الكبريت المهدرج والانحلال الحراري.
- وتُستغلّ هذه التقنية في فصل ثاني أكسيد الكربون من الغاز الحيوي لزيادة كثافة الميثان إلى جودة تناهز الغاز الطبيعي.
- ويستخدِم مولد النيتروجين هذه التقنية لإنتاج غاز النيتروجين بنقاء يفوق 99,5 في المئة من مصدر هواء مضغوط.
- وجاري أبحاث لاستخدام هذه التقنية لعزل ثاني أكسيد الكربون بكميات كبيرة من مخرجات محطات طاقة الوقود الأحفوري قبل «ابتلاعه» لتخفيض انبعاثات الغازات الالدفيئة منها.[2]
- تقنية الامتزاز بالضغط المتأرجح خيارٌ اقتصاديّ لإنتاج الأكسجين أو النيتروجين ذي نقاء جيّد بكمّيّات صغيرة من الهواء، ولذا وجد قبولًا واسعًا في المجال الطبّي وخصوصًا في المناطق التي يصعُب الوصول إليها فلا يتوفّر فيها إمكانيّات للتخزين في تبريد عميق أو اسطوانة مضغوطة، فتُستخدم هذه التقنية مثلًا في مكثف الأكسجين الذي يُعين المصابين بالنفاخ الرئوي على التنفّس.
- تُستخدم التقنية أيضًا في نظم منع الحرائق بانتقاص الأكسجين [الإنجليزية] لإنتاج هواء منخفض الأكسجين.
- وتستخدم أيضًا في إزالة هدرجة البروبان في مصانع البروبيلين. وتكون المادّة الماصّة مفضّلة لامتزاز الميثان والإيثان لترك الهيدروجين.[3]
- نوقش استخدام هذه التقنية كبديل مستقبلي لتقنيات لا تسمح بإعادة تنشيط المادّة الماصّة تُستخدم حاليًا في النظام الأولي لدعم الحياة [الإنجليزية] في بدلة الفضاء لتخفيف الوزن وزيادة فرتة تشغيل البدلة.[4]

## تعديلات في التقنية
الامتزاز بالضغط المتأرجح ذو المرحلة الثانية أو ذو الخطوة الثانية تطوير للتقنية الأصلية للاستخدام في مولدات النيتروجين في المعامل، فيُقسم توليد غاز النيتروجين إلى خطوتان: في الخطوة الأولى يُمرّر الهواء المضغوط خلال مصفاة جزيئات كاربونية لإنتاج نيتروجين نقي لدرجة 98٪ ثُمّ في الخطوة الثانية يُمرّر هذا النيتروجين خلال مصفاة كاربونية ثانية ليصل إلى نقاء نهائي يناهز 99,999٪. ويُعاد تدوير الغاز المتبقّي من المرحلة الثانية فيُدخَل بعض منه إلى المرحلة الأولى مجدّدًا.
وإضافةً إلى ذلك، تساند عملية التخلّص من الغاز المتبقّي نُظُم إزالة إيجابيّة (active evacuation) لتحسين أداء الدّورة اللاحقة.
والهدف من إدخال الخطوتين أعلاه زيادة كفاءة العملية ككلّ.